# Lorne (Scozia)

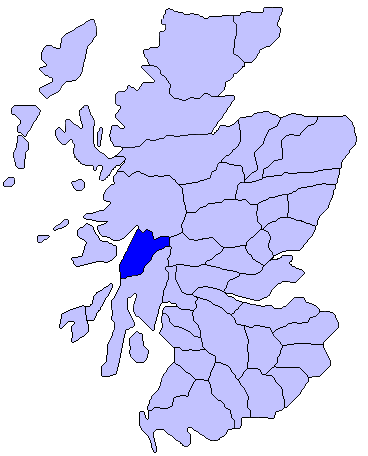
Posizione del distretto

Lorne (o Lorn; in gaelico: Latharn) è un antico distretto nella Scozia occidentale, ora incluso nell'area amministrativa di Argyll e Bute.
Il distretto dà il nome alla "Lynn of Lorn National Scenic Area", una delle quaranta aree in Scozia, che sono state definite identificando aree con paesaggi eccezionali per garantirne la protezione dallo sviluppo inappropriato. e comprende l'intera isola di Lismore, insieme alle aree limitrofe sulla terraferma come Benderloch e Port Appin, e Shuna Island.

## Storia

### Storia antica
Nell'età del ferro, gli abitanti di Lorn, di cui non è chiaro se fossero o meno Pitti, costruirono una serie di fortezze, di cui la più consistente era Dun Ormidale, situata a Gallanach, a sud di Oban.

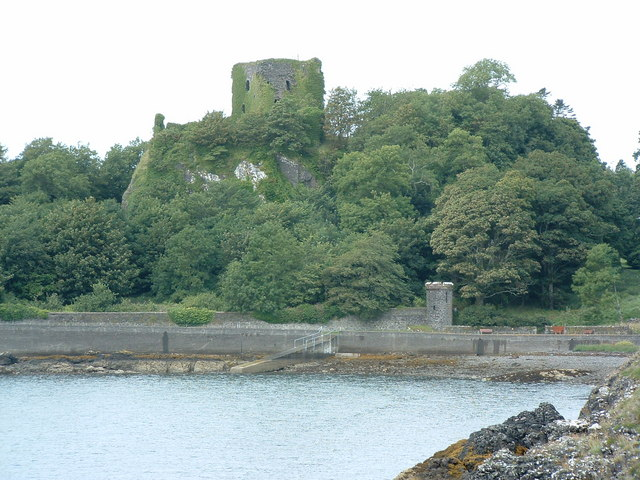
Il castello medievale nel sito di Dun Ollaigh, capitale del Cenél Loairn

Nel VI secolo, migranti irlandesi attraversarono lo stretto di Moyle, invadendo Lorn e la costa a sud, nonché le isole tra lì e Moyle nell'Ulster, stabilendo il regno gaelico di Dál Riata. Intorno al 500 d.C. Loarn mac Eirc (un fratello di Fergus Mór) divenne re di Dál Riata, fondando il Cenél Loairn.
Gradualmente Dál Riata venne suddivisa tra un piccolo numero di gruppi di parenti, di questi il Cenél Loairn controllava l'isola di Mull; il regno del Cenél Loairn (compreso Mull) infine prese il nome Lorn in riferimento a Loairn.
Loairn stabilì la sua roccaforte principale, Dun Ollaigh, a poche miglia a nord di Dun Ormidale. Gli annali irlandesi registrano diversi attacchi a Dun Ollaigh, incluso almeno uno da parte del re di Dál Riata, ma la narrativa è confusa. Dun Ollaigh rimase una roccaforte per tutta l'esistenza di Dál Riata, e fu abbandonata poco dopo.

### Invasioni vichinghe
Nel IX secolo, le invasioni vichinghe portarono alla distruzione del regno di Dál Riata e alla sua sostituzione con il Regno delle Isole, che divenne parte della corona di Norvegia dopo l'unificazione norvegese. Il Regno delle Isole era molto più esteso di Dál Riata, comprendendoa anche le Ebridi Esterne e Skye. In Norvegia, il regno dell'isola divenne noto come Suðreyjar (antico norvegese, tradizionalmente anglicizzato come Sodor), che significa isole meridionali. Le ex terre di Dal Riata acquisirono la denominazione geografica di Argyle (ora Argyll): la costa gaelica.
Alla fine dell'XI secolo, Magnus Barefoot, il re norvegese, lanciò una campagna militare che, nel 1098, portò il re di Scozia a rinunciare, a favore di Magnus ogni pretesa di autorità sovrana sul territorio del Regno delle Isole. A metà del XII secolo, Somerled prese il controllo del regno da suo cognato, il re delle isole. Quando morì nel 1164 come re, metà del suo regno rimase ai suoi discendenti. Il distretto di Lorn sarebbe finito in possesso di suo figlio, Dubgall, antenato omonimo del clan dei MacDougall.

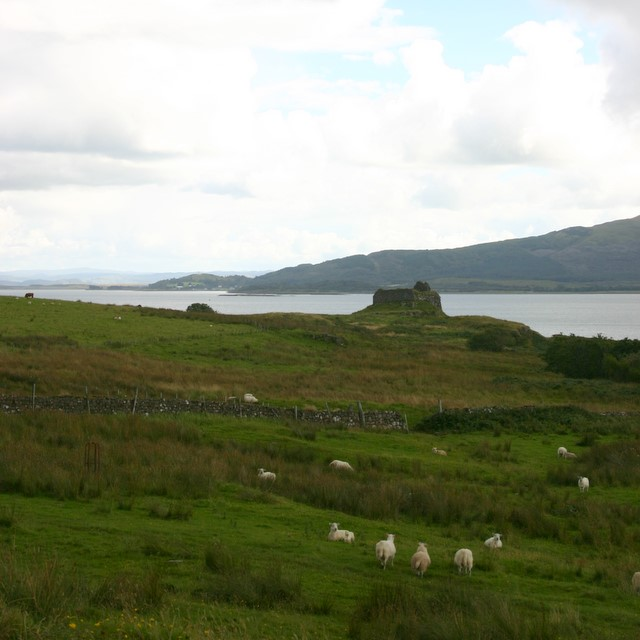
Castello di Ardtornish

Nel XIII secolo, i MacDougall fondarono i castelli gemelli di Aros (a Mull) e Ardtornish (sulla terraferma, di fronte), che insieme controllavano il Sound of Mull. Più tardi nel secolo, costruirono il castello di Dunstaffnage, a poche miglia a nord di Dun Ollaigh, come quartier generale più confortevole. Alla fine del secolo, la stessa Dun Ollaigh fu fortificata, anche se soltanto con un terrapieno.
Per tutto l'inizio del XIII secolo, il re scozzese, Alessandro II, fece tentativi aggressivi di espandere il suo regno inglobando il Regno delle Isole. Ciò portò naturalmente a un periodo di forte ostilità tra Norvegia e Scozia, che continuò sotto Alessandro III, successore di Alessandro II. Haakon morì poco dopo la battaglia di Largs. Nel 1266, il suo più pacifico successore cedette la sua autorità nominale sul Regno delle Isole al re scozzese (Alessandro III) con il Trattato di Perth, in cambio di una grande somma di denaro. Alexander riconobbe l'autorità semi-indipendente degli eredi di Somerled; quello che era il Regno delle Isole divenne una dipendenza della Corona scozzese, piuttosto che una parte della Scozia.

### Primi signori scozzesi di Lorne
Alla fine del secolo nacque una disputa sulla regalità scozzese tra il re John Balliol e Robert de Bruys. A questo punto, i discendenti di Somerled si erano riuniti in tre famiglie: oltre agli eredi di Dougall (i MacDougall), c'erano anche gli eredi di suo nipote Donald (i MacDonald) e quelli del fratello di Donald (il MacRory); i MacDougall sostennero Balliol, mentre i MacDonalds e MacRory si allearono con de Bruys. Quando de Bruys sconfisse John, dichiarò che le terre di MacDougall passasero ai MacDonalds e MacRory, e quest'ultimo acquisì Lorn (e quindi Mull).

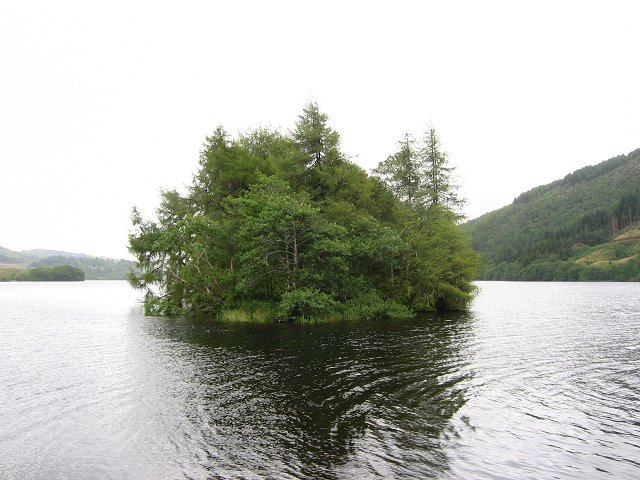
Il sito del castello della fanciulla dai capelli rossi, l'origine tradizionale del potere di Campbell

De Bruys aveva ricevuto sostegno contro i MacDougall dai Campbell, con sede al castello di Innis Chonnell al confine meridionale di Lorn (e tradizionalmente noto come il castello della fanciulla dai capelli rossi, a sud di Lorn). Neil Campbell, figlio del barone di Innis Chonnel, fu ringraziato con il matrimonio con la sorella di Robert, Mary. Inizialmente, Robert espanse l'autorità dello sceriffo di Perth includendo Lorn, ma nel 1326 la separò, ponendo Lorn sotto l'autorità del figlio di Neil, Dougall Campbell; poiché le terre di Campbell erano al centro della regione di Argyll, la posizione divenne nota come quella dello sceriffo di Argyll, nonostante questa coprisse solo Lorn (l'autorità di sceriffo per l'Argyll meridionale si trovava a Tarbert).
Nel 1346, John MacDonald, il capo della famiglia MacDonald, sposò l'erede della famiglia MacRory, consolidando così i resti del regno di Somerled e trasformandolo nella Signoria delle Isole. Nel 1354, sebbene in esilio e senza il controllo delle sue terre ancestrali, John, l'erede di MacDougall, rinunciò a tutti i diritti che aveva su Mull al Signore delle Isole. Quando il figlio di Robert, David II, re di Scozia, divenne re, trascorse un po' di tempo in prigionia inglese; dopo il suo rilascio, nel 1357, ripristinò l'autorità di MacDougall su Lorn, annullando di fatto la concessione di Robert al MacRory. Il 1354 la rinuncia, che sembra fosse stato un tentativo di assicurare la pace proprio in vista di tale eventualità, ebbe l'effetto di separando Mull da Lorn, rendendolo soggetto alla Signoria delle Isole.
John MacDougall sposò la nipote di David II, Johanna; ebbero due figlie, e nessun figlio maschio sopravvisse all'infanzia. John, tuttavia, aveva avuto un figlio bastardo, di nome Alan. Alla morte di John, la guida dei MacDougall passò ad Alan, in conformità con la legge di successione gaelica (in cui i bastardi potevano ereditare, purché fossero riconosciuti dal padre). Il potere su Lorne, tuttavia, rimase indefinito.

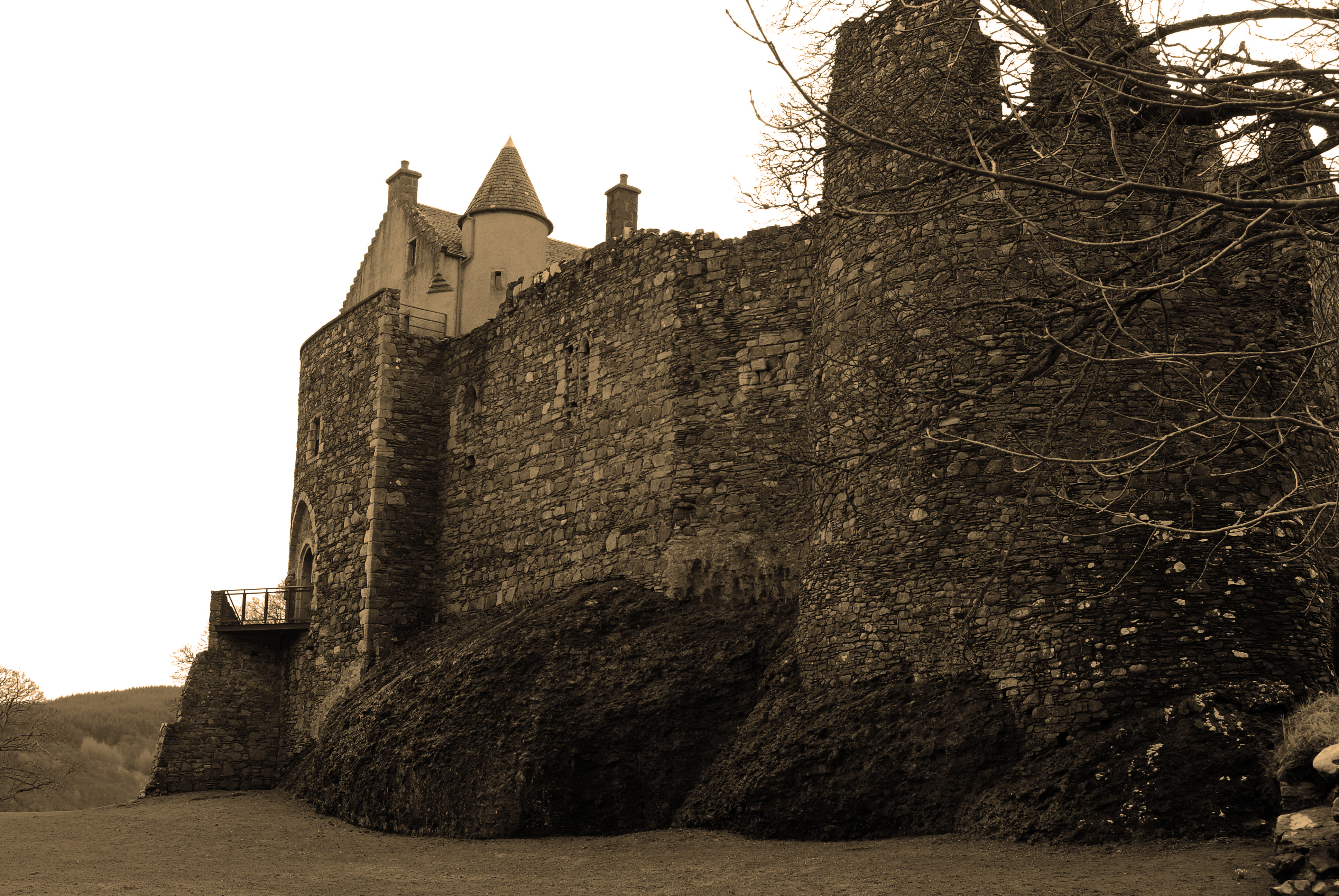
Castello di Dunstaffnage, luogo dell'omicidio di John Stewart

La figlia legittima di John e Johanna, Isabel, sposò Sir John Stewart di Innermeath, pronipote di John Stewart di Bonkyll, e di conseguenza un lontano parente della famiglia reale scozzese. Il figlio di Isabel, Robert Stewart, fu quindi riconosciuto come Lord di Lorne, in conformità con la legge sulle successioni scozzesi. Ciò potrebbe aver dato origine alla tradizionale canzone popolare, The Lord of Lorn and the False Steward, come propaganda pro-MacDougall (usando il romanzo cavalleresco Roswall e Lillian come modello). A causa del clima acceso dalla rivalità tra i sostenitori di Alan MacDougall e quelli del figlio di Robert, John Stewart; mentre si recava al suo matrimonio nella cappella del castello di Dunstaffnage, fu pugnalato a morte da Alan McCoul, un sostenitore di Alan MacDougall, ma riuscì a sopravvivere quel tanto che bastò per completare la cerimonia nuziale.
Questo matrimonio di John Stewart, fu il secondo matrimonio; dalla sua prima moglie, morta giovane, aveva avuto una figlia, Isabel. Alla morte di John Stewart, la Signoria di Lorne fu ereditata da suo fratello minore, William Stewart. Nello stesso anno re Giacomo III persuase William Stewart a cedere il titolo regale di "Lordship", in cambio del titolo di recente creazione (ma non comitale) di Lord Innermeath e delle terre associate.
Sir Colin Campbell, fu il nipote materno di Robert, il fratello di Robert III. Robert era stato de facto governatore della Scozia per quasi 40 anni (durante i regni di suo padre - Robert II e fratello), e fu uno dei primi rivali di suo nipote, Giacomo I. Il figlio di Robert, Murdoch, continuò la rivalità con James. Nonostante questo Sir Colin rimase fedele a James, piuttosto che a suo nonno, o a suo zio (Murdoch), e fu quindi ricompensato con il nuovo titolo di Conte di Argyll, dopo che Giacomo II salì al trono; La famiglia di Sir Colin Campbell, come quella dei precedenti Dougall Campbell, era all'incirca al centro della terraferma di Argyll.

Armi della Signoria di Lorne, sotto i Campbell

Sir Colin decise di apporre l'autorità comitale al suo titolo, sposando Isabel Stewart. Nel 1468 (5 anni dopo che William Stewart aveva ceduto l'incarico), Sir Colin fu riconosciuto come il Signore di Lorne, che divenne un titolo sussidiario della contea. Il tradizionale simbolo araldico di Lorn era il linfad (un modello di galea), quindi lo stemma della Signoria di Lorne divenne una galea nera su un campo d'argento, squartato con lo stemma della famiglia Campbell.
Alla morte di John Stewart, i MacDougall avevano conquistato il castello di Dunstaffnage, ma alla fine furono espulsi quando un esercito venne inviato da Giacomo III. Nel 1470, James nominò Sir Colin e i suoi eredi comandanti del castello, per conto del re, che non fu riconosciuto come loro proprietà personale. Gli eredi di Sir Colin di loro iniziativa decisero l'ereditarietà del titolo di capitano del castello, piuttosto che detenerlo direttamente, un fatto che divenne oggetto di un caso giudiziario del XX secolo sulla residenza.

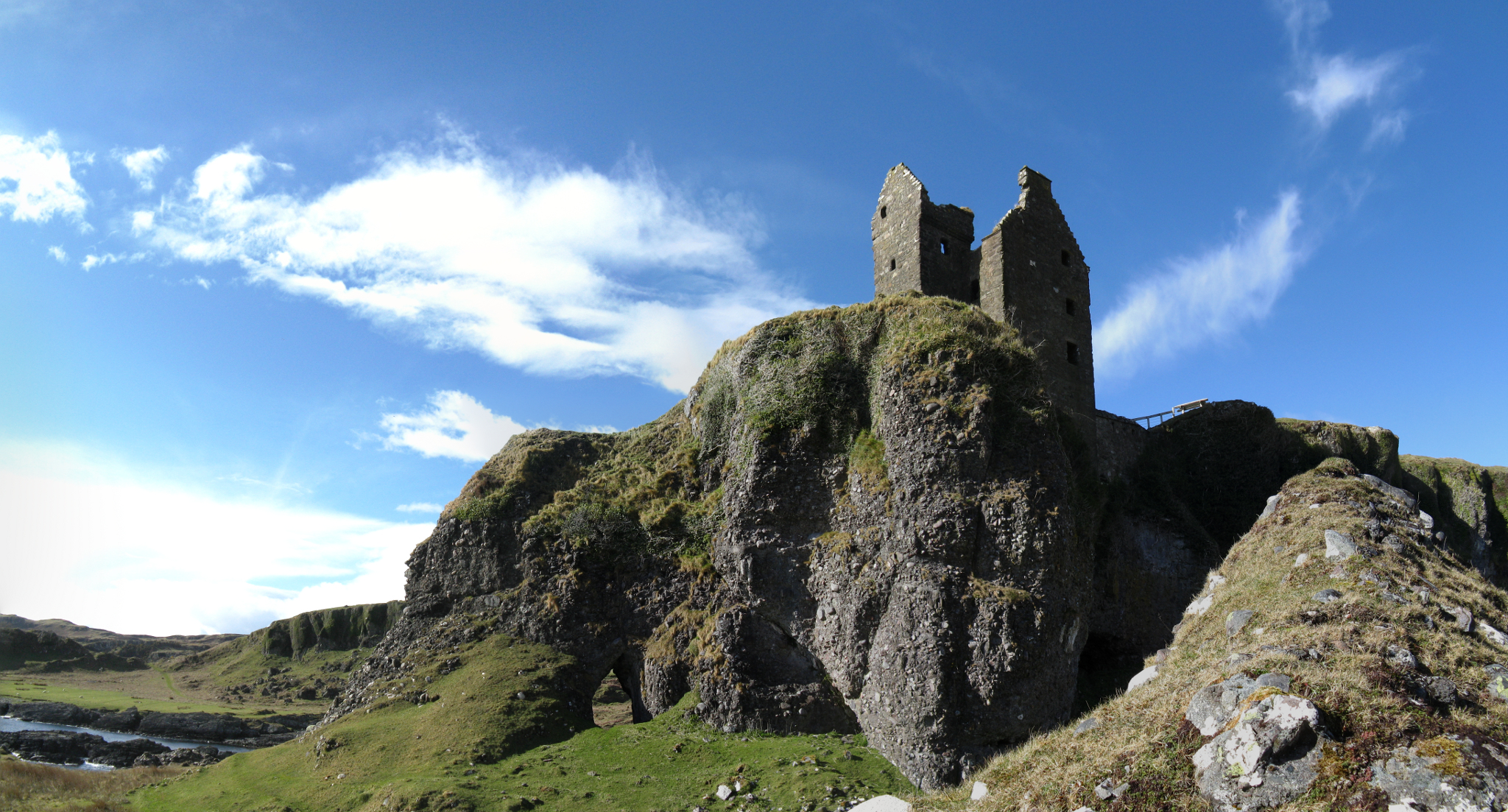
Castello di Gylen

Nel 1582, i MacDougall costruirono il castello di Gylen su un'isola vicino alla loro ex capitale. Nella guerra civile del secolo successivo, Archibald Campbell (erede di Sir Colin) fu il capo de facto del governo di Covenanter, mentre i MacDougall erano realisti; un esercito di Covenanter (sotto il generale Leslie) incendiò prima il castello di Gylen e poi quello di Dunollie. Tuttavia, poiché il figlio di Archibald era di fede realista, i Campbell alla fine mantennero il loro status, nonostante caduta finale del regime dei Covenanter.
Nel 1746, in seguito alle insurrezioni giacobite, l'Heritable Jurisdictions Act abolì l'autorità comitale su Lorn e il controllo di Campbell sullo sceriffo di Argyll. I Campbell rimasero soltanto influenti proprietari.

### Tempi moderni

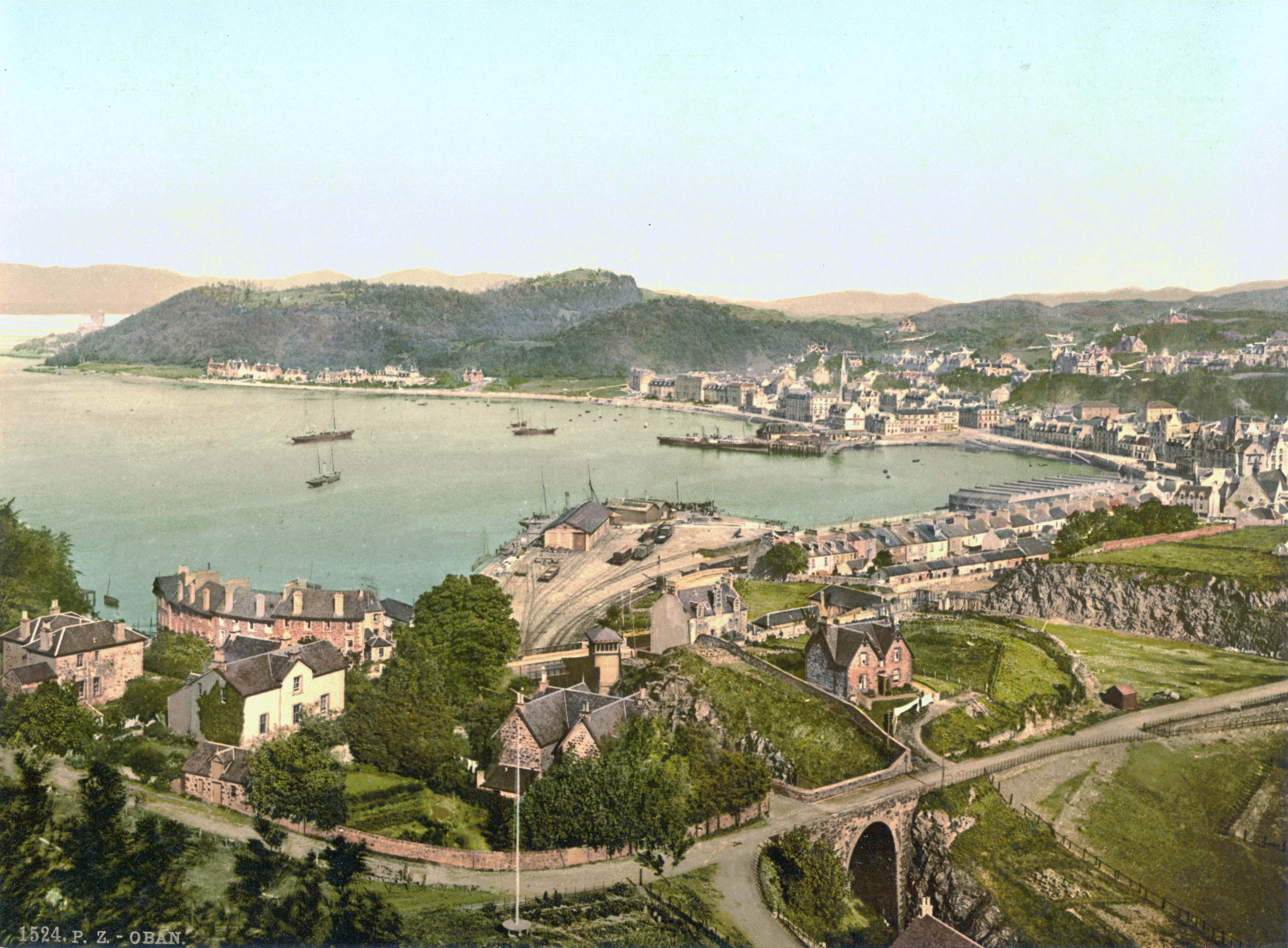
Oban nel 1900

Storicamente, Lorn era una zona molto rurale. Anche nell'area intorno alle capitali, l'insediamento locale era un semplice villaggio, che ospitava pochissime famiglie con una moedesta economia basata su pesca, commercio, costruzione navale e una cava di pietra. Tuttavia, nel 1794, fu fondata la Distilleria Oban, che migliorò rapidamente la situazione economica nella parte occidentale di Lorn, e presto fu fondata l'insediamento di Oban, ancor oggi l'unico abitato di una certa dimensione a Lorn. Alla fine del XIX secolo, la costruzione della Callander and Oban Railway diede un'ulteriore spinta al miglioramento economico e contribuì ad alleviare le condizioni in altre parti di Lorn.
Nel 1889, le contee furono formalmente create in Scozia, sui confini dei precedenti "shrieval", da un apposito Local Government Act; Lorn, quindi, divenne parte della nuova contea di Argyll.
In due occasioni, a metà del XX secolo, Lorn ebbe due volte un ruolo di importanza geopolitica. Durante la seconda guerra mondiale, Oban fu utilizzato dalle navi della Royal Navy e divenne una base importante nella battaglia dell'Atlantico. Durante la Guerra fredda, fu il luogo di emersione del primo cavo telefonico transatlantico (TAT-1) che portava la linea rossa tra i presidenti degli Stati Uniti e dell'URSS.
A seguito delle riforme della fine del XX secolo, Lorne fa ora parte della più ampia area del consiglio di Argyll e Bute.